# Henryk Mitosek
Henryk Tadeusz Mitosek (ur. 5 kwietnia 1943 w Puławach, zm. 22 lipca 2022) – polski hydrolog, profesor nauk o Ziemi, nauczyciel akademicki Uniwersytetu Jana Kochanowskiego w Kielcach i docent Instytutu Geofizyki PAN.

## Życiorys
W 1966 ukończył studia w Politechnice Warszawskiej otrzymując tytuł magistra inżyniera budownictwa wodnego. W następnym roku został asystentem w Katedrze Hydrologii i Gospodarki Wodnej Politechniki Warszawskiej. W 1970 na podstawie napisanej pod kierunkiem prof. Zdzisława Kaczmarka rozprawy pt. Optymalizacja stochastycznych modeli retencjonowania podanych przez P.A.P. Morana i Z. Kaczmarka uzyskał stopień naukowy doktora nauk technicznych. 1 września 1980 został zatrudniony w Instytucie Geofizyki PAN w Warszawie. W 1985 w tym Instytucie na podstawie dorobku naukowego oraz rozprawy pt. Stochastyczna struktura przepływu rzecznego uzyskał stopień doktora habilitowanego nauk fizycznych w zakresie hydrologii stochastycznej. W następnym roku objął stanowisko docenta w Instytucie Geofizyki PAN. 1 września 1998 został pracownikiem Instytutu Geografii Wyższej Szkoły Pedagogicznej w Kielcach. W 2007 nadano mu tytuł profesora nauk o Ziemi. W latach 2005–2008 był dyrektorem Instytutu Geografii w tej uczelni (później przekształconej w Uniwersytet Jana Kochanowskiego).
Był żonaty z prof. Zofią Mitosek.